# フラ・パオロ・サルピ

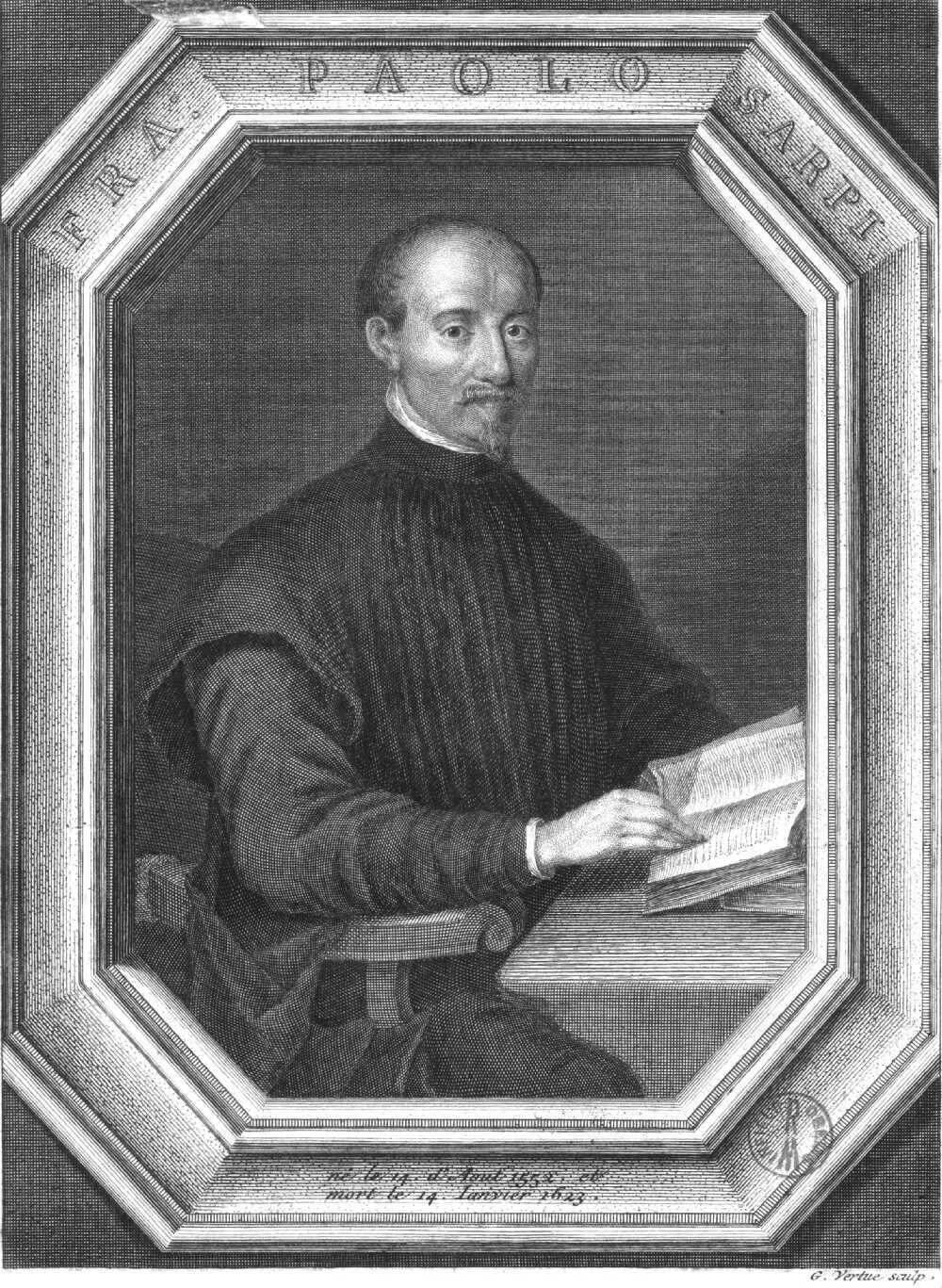
パオロ・サルピ

フラ・パオロ・サルピ（Fra Paolo Sarpi, 1552年8月14日 - 1623年1月7日）は、イタリアの学者・歴史家・修道士。医学・自然科学にも通じていた。ヴェネツィアの出身で、1565年に聖母の下僕会の修道士となり、1579年にはその管区長、1605年には総代理となる。

## その思想と業績

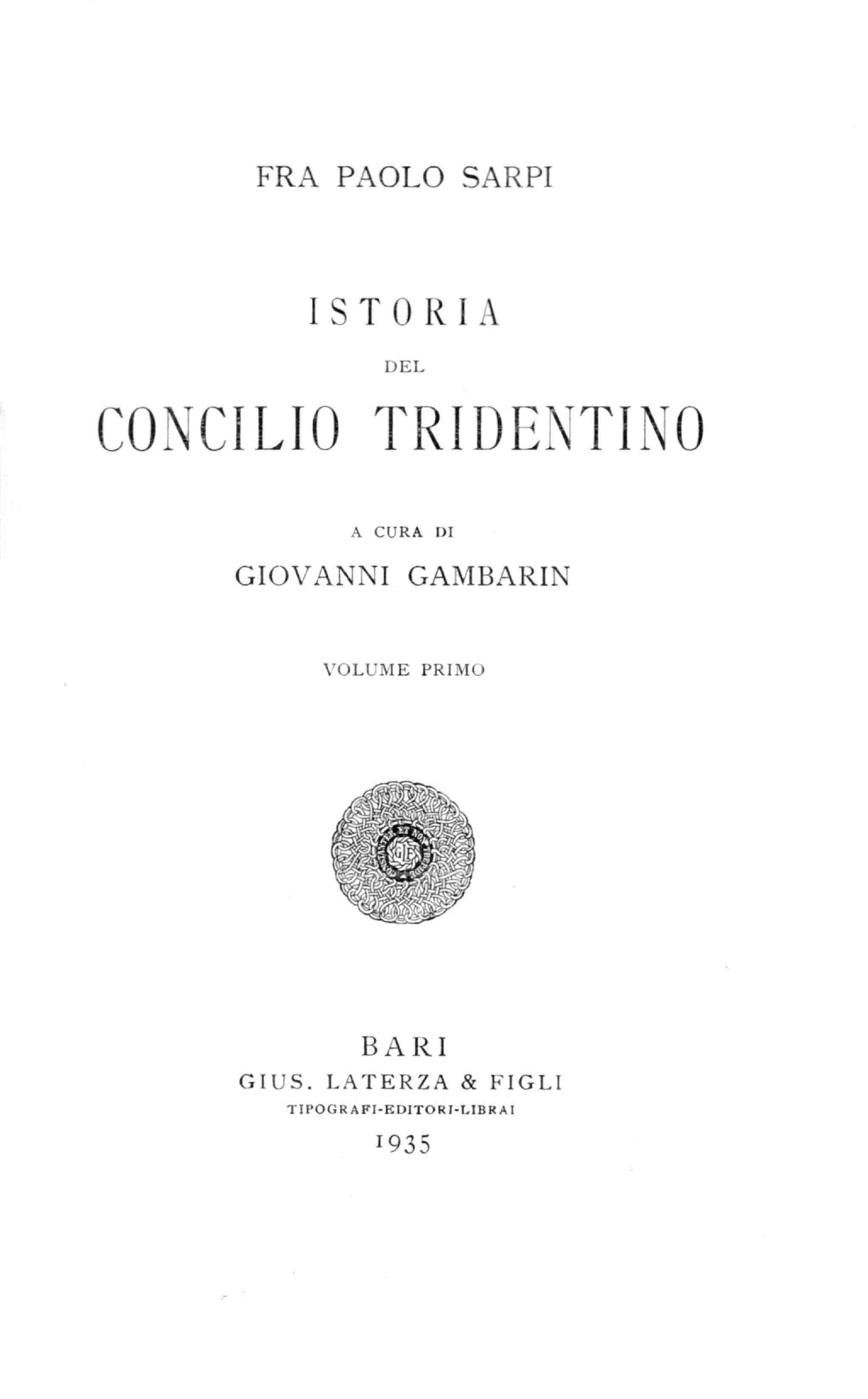
Istoria del Concilio tridentino, 1935

教会と国家の分離というソッツィーニ派の教義をカトリック教会関係者としてただ一人支持し、教皇の世俗性と各国の上層部と関係を持つイエズス会の姿勢に強く反対し、プロテスタントとも文通して教派にとらわれない統一戦線を形成しようとした。その1619年の著書『Istoria del tridentino　トリエント公会議の歴史』は、この公会議によりカトリック世界がいかに誤った方向に進んでしまったかを証明せんとしたもので、教会経済への分析においてジョン・セルデンの仕事を一歩進め、ピエトロ・ジャンノーネのような歴史家の先触れとなる。エドワード・ギボンは、サルピのトリエント公会議への分析は教皇制度より長く生き残る「黄金の書」となりうるもので、「哲学的歴史、有益な警世の書」であるとたたえている。ドルトレヒト会議のあと、サルピはオランダの宗教論争に対しては、反レモンストラント派を支持することを表明した。